# Elstergebirge

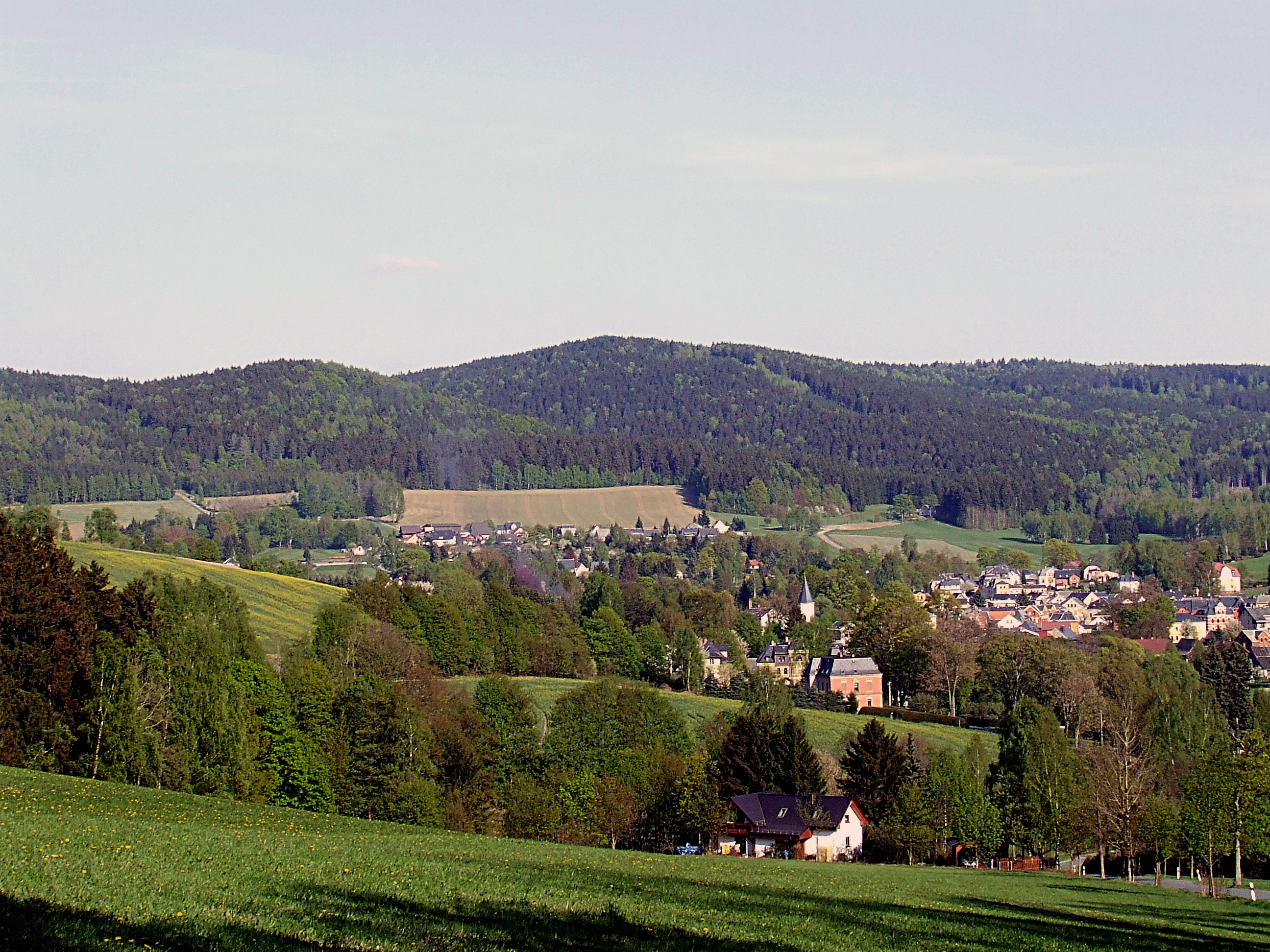
Kegelberge bei Erlbach

Das Elstergebirge (tschechisch Halštrovské hory), benannt nach dem Fluss Weiße Elster, ist ein kleines Gebirge im sächsischen Vogtland und im Přirodní park Halštrov (Naturpark Elster) im Nordwesten Tschechiens.
Naturräumlich liegt das Gebirge in der Haupteinheit Oberes Vogtland (412) innerhalb der Haupteinheitengruppe Vogtland (41).

## Geographie
Das Elstergebirge liegt im südlichsten Zipfel von Sachsen im deutsch-tschechischen Grenzgebiet. Es wird im Nordosten durch die Linie Erlbach – Gunzen vom Erzgebirge und im Südwesten bei Aš (Asch) und Hazlov (Haslau) vom Fichtelgebirge abgegrenzt.  Nach Westen schließt sich der Rehauer Forst, nach Süden das Egerbecken an.

## Berge
Höchste Erhebungen sind der Kapellenberg mit 759 m ü. NN auf deutscher und der Háj (Hainberg) mit 758 m n.m. auf tschechischer Seite.

## Geologie

### Allgemeines
Das Elstergebirge besteht zum größten Teil aus einem kristallinen Gesteinssockel aus dem Altpaläozoikum. Die zutage tretenden metamorphen Gesteine entstanden aus Sedimenten der Erdzeitalter Kambrium bis Silur. Während der variszischen Orogenese wurden diese Gesteine gefaltet und in ihrer Grundlagerung steil nach Süden aufgestellt. Im Südwesten intrudierte der Fichtelgebirgsgranit. Als jüngste Altsedimente treten sporadisch im Nordosten des Gebirges (Hoher Brand) silurische Metakiesel- und Alaunschiefer auf.
Die Hauptmasse bilden Phyllite und Quarzite, deren Protolithe sich im Kambrium und Ordovizium ablagerten. Im paläozoischen Meer kam es in kambrischer und ordovizischer Zeit zur Bildung von Sandbänken, die zu Quarziten umgewandelt wurden und sich heute als teils steile Felsklippen von der Umgebung markant abheben. Der Hohe Stein ist ein typischer Vertreter dieser Härtlinge. Nördlich von Bad Brambach treten auf einem schmalen Streifen kambrische Glimmerschiefer und südlich folgend Paragneise zu Tage, bevor diese Abfolge durch den östlichen Ausläufer des Fichtelgebirgs-Granitpluton unterbrochen wird.
Sporadisch gibt es im gesamten Gebirge wie auch im Erz- und Fichtelgebirge und im Egergraben tertiäre Basaltintrusionen, von denen im Elstergebirge allerdings nur die Schlote erhalten sind. Das Elstergebirge wurde im Tertiär im Osten pultschollenartig gehoben, geomorphologisch tritt dieser Abriss zum Egertal besonders bei Schönberg/Vojtanov auf. Im Ostteil des Gebirges, an der Grenze zum Erzgebirge, wird das Gebiet von einem umfangreichen Nordwest-Südost gerichteten Störungssystem durchzogen. Dieses kreuzt den Erzgebirgsabriss und ist zum Teil nach wie vor aktiv. Dort kommt es immer wieder zu vertikalen Spannungen, die sich in Erdbeben (Schwarmbeben) entladen. Das Elstergebirge, in dem es Mineralquellen gibt, zählt zu den seismisch aktivsten Regionen Mitteleuropas.

### Restvulkanismus
Mit den vertikalen Schollenverschiebungen des Egergrabens gegen Erz-, Elster- und Fichtelgebirge kam es bis ins Quartär zu einer intensiven vulkanischen Tätigkeit. Diese ist bis heute noch nicht vollständig abgeklungen (Kammerbühl und Eisenbühl im Egertal, auf tschechischer Seite). Als Resterscheinungen treten im Elstergebirge zahlreiche, CO2-haltige Mineralquellen auf, die größtenteils für Kur- und touristische Zwecke genutzt werden und im Einzelfall überdurchschnittliche Radioaktivitätswerte aufweisen. Es kommt auch immer wieder zu Erdbebenserien, den sogenannten Schwarmbeben.

## Naturräumliche Zuordnung
Nomenklatur in Deutschland
Naturräumlich ist das Kern-Elstergebirge der südöstlichste Teil des Oberen Vogtlandes. Allerdings endet dieses im Nordosten bereits westlich der Zwota und im Südwesten bereits nordöstlich der Eger, also nicht erst an den Flussläufen selbst. Somit hat das Elstergebirge im Osten, wo auch seine höchsten Erhebungen liegen, Anteile am Westerzgebirge und im Südwesten an der zum Fichtelgebirge gehörenden Selb-Wunsiedler Hochfläche.
Das Handbuch der naturräumlichen Gliederung Deutschlands der ehemaligen Bundesanstalt für Landeskunde beschreibt das Elstergebirge als Teil des Oberen Vogtlandes, zieht jedoch in seinen Karten, die vom Bundesamt für Naturschutz verwendet werden, die oben genannten Grenzen, wodurch ein naturräumliches Elstergebirge definiert wird, das insbesondere die höchsten Erhebungen nach landläufiger Grenzziehung (Počátecký vrch, Hoher Brand und Vysoký kámen) ausschließt, wodurch der Kapellenberg die höchste Erhebung wäre. Auch die erst wenige Jahre alte überarbeitete naturräumliche Gliederung des sächsischen Umweltministeriums zieht eine ähnliche Südwestgrenze des Westerzgebirges, die in etwa der (rechtwinkligen) Linie Gunzen-Markneukirchen-Erlbach folgt.
Die Nordostgrenze des Fichtelgebirges verläuft in der Kartierung der Bundesanstalt für Landeskunde von unmittelbar nördlich von Františkovy Lázně nach Nordwesten über Hazlov und trifft unmittelbar westlich von Aš auf die deutsche Grenze.
Nomenklatur in Tschechien
In der Geomorphologischen Einteilung Tschechiens ist das Elstergebirge Teil der Smrčiny genannten Einheit, die wiederum Teil des Krušnohorská hornatina (Erzgebirgs-Gebirgsland) ist. Eine eigene naturräumliche Einheit „Halštrovské hory“ (Elstergebirge) gibt es in Tschechien nicht.
Geomorphologische Einteilung Tschechiens mit Haupteinheit Smrčiny (rot markiert)